# 費內特山
47°8′55″N 10°39′41″E / 47.14861°N 10.66139°E

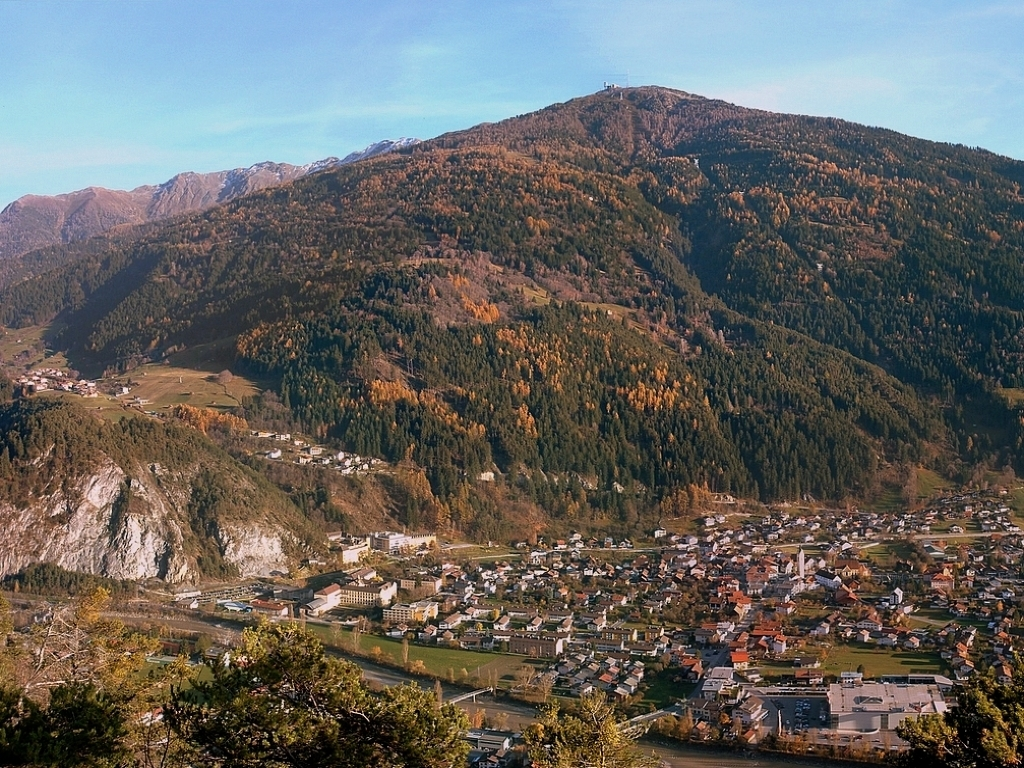

費內特山（德語：Venet），是奧地利的山峰，位於該國西部蒂羅爾州，由蘭德克負責管轄，屬於奧茨塔爾阿爾卑斯山脈的一部分，海拔高度2,512米。